# Virtuosismo
Il virtuosismo è la proiezione artistica di un individuo che possiede eccezionale abilità tecnica in una particolare arte o un campo, come le belle arti, la musica, il canto, suonare uno strumento musicale o una composizione.
(Ferruccio Busoni, Lo sguardo lieto, a cura di Fedele d’Amico, Milano, Il Saggiatore, 1977)

## Storia
Il virtuosismo si diffonde nella prima metà del XIX secolo in seguito alla fine del mecenatismo nobiliare: i musicisti che lavoravano nelle Corti diventarono liberi professionisti: alcuni, per avere successo, cercavano di stupire il pubblico con esecuzioni che richiedevano grandi doti tecniche.
La pratica del virtuosismo ha innervato interi periodi della storia della musica: basta pensare al secolo d'oro della tradizione belcantistica italiana, passando per il concertismo pianistico di epoca, sino ad arrivare alle sfrenate jam-session dei primi decenni del XX secolo. Attualmente, nel panorama della musica popolare, i generi in cui maggiormente è rimasto in vita lo spirito del virtuosismo sono la fusion e alcune derivazioni del metal e del rock.

## Esempi
La personalità del "virtuoso" è riconoscibile fin dall'infanzia, grazie a una facilità di esecuzione fuori dal comune spesso associata a una spontanea vena creativa. Non a caso, contesti virtuosistici sono spesso avvicinati ad ambiti in cui la componente improvvisativa ha un ruolo dominante, quali il canto lirico o il jazz.
L'ambito più tradizionale del virtuosismo resta il piano. "Il numero degli dei dell'Olimpo che hanno segnato il pianismo dal secondo dopoguerra è imprecisabile: Glenn Gould, Sviatoslav Richter, Arthur Rubinstein, Vladimir Horowitz, Claudio Arrau, Sergio Fiorentino, Alfred Brendel, Arturo Benedetti Michelangeli, Martha Argerich, Maurizio Pollini, Daniel Barenboim sono solo alcuni degli astri che portano in sé l'idea nobile del virtuoso espressa da Busoni: «Soltanto il virtuoso che avrà spinto il carro della storia ad avanzare, sia pure d’un mezzo giro di ruota, può esigere un apprezzamento serio e forma un anello nella catena».
Vengono riconosciuti "virtuosi" anche chitarristi metal come Eddie Van Halen oppure Yngwie Malmsteen, noti per la notevole tecnica

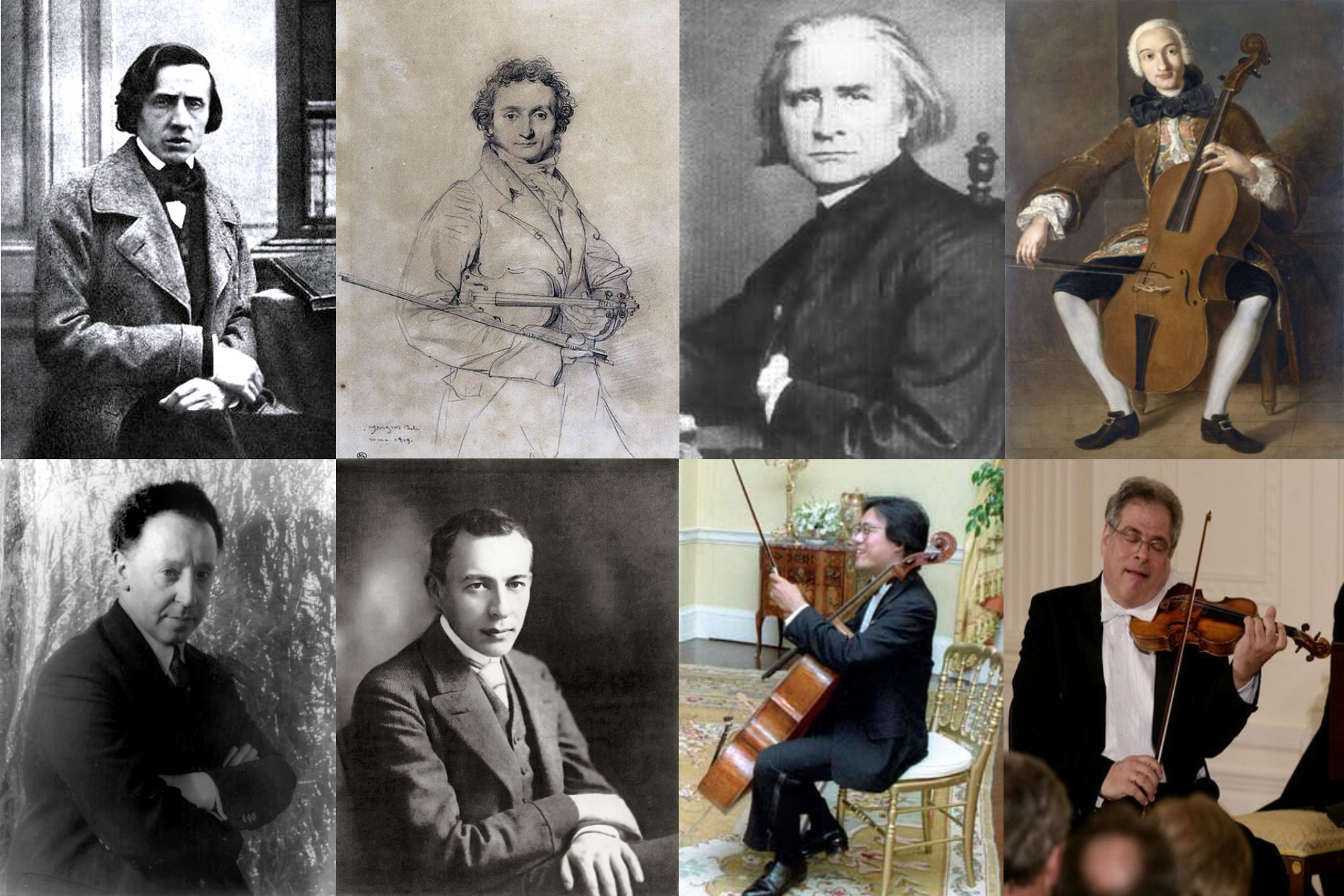
Virtuosi celebri